# Bangwagräsfågel
Bangwagräsfågel (Bradypterus bangwaensis) är en fågel i familjen gräsfåglar inom ordningen tättingar.

## Utseende och läte
Bangwagräsfågel är en bjärt rost- eller kanelbrun fågel med lång och avsmalnad stjärt. Ansiktet är något mörkare och strupen samt buken ljus. Ungfågeln är mattare i färgerna än den adulta, med gulaktig undersida. Sången består av ett ihärdigt rulland "chee-lip" som levereras tre till fyra gånger i sekunden i tio sekunder åt gången, med ökande ljudstyrka. Den har även ett gällt varningsläte, "krrr". Liknande skogsgräsfågeln är inte lika bjärt i färgerna och har avvikande sång.

## Utbredning och systenatik
Fågeln förekommer i östra Nigeria (Obuduplatån) och angränsande södra Kamerun. Den behandlas som monotypisk, det vill säga att den inte delas in i några underarter.

### Familjetillhörighet
Gräsfåglarna behandlades tidigare som en del av den stora familjen sångare (Sylviidae). Genetiska studier har dock visat att sångarna inte är varandras närmaste släktingar. Istället är de en del av en klad som även omfattar timalior, lärkor, bulbyler, stjärtmesar och svalor. Idag delas därför Sylviidae upp i ett flertal familjer, däribland Locustellidae.

## Levnadssätt
Bangwagräsfågeln hittas i bergsskogar och buskmarker på mellan 1600 och 3000 meters höjd, i tät undervegetation och snår. Liksom andra arter i familjen är den mycket tillbakadragen och beter sig närmast som en mus på marken. Den upptäcks därför framför allt genom lätet.

## Status
Arten har ett litet utbredningsområde, men beståndet anses vara stabilt. IUCN kategoriserar arten som livskraftig.

## Namn
Bangwa är ett bergsområde i Kamerun.